# Babadaýhan
Babadaýhan – miasto w południowym Turkmenistanie, w wilajecie achalskim, siedziba etrapu. W 2022 roku liczyło ok. 13,4 tys. mieszkańców. 
Miejscowość otrzymała status miasta w 2018 roku.